# یانگ ایک-جون
این یک نام کره‌ای است؛ نام خانوادگی Yang است.
یانگ ایک-جون (انگلیسی: Yang Ik-june؛ زادهٔ ۱۹ اکتبر ۱۹۷۵) کارگردان فیلم، و بازیگر سینما اهل کره جنوبی است.
از فیلم‌ها یا برنامه‌های تلویزیونی که وی در آن نقش داشته‌است می‌توان به سرزمین ما و عازم جهنم (۲۰۲۱) اشاره کرد.